# 井川町井関
井川町井関（いかわちょういせき）は、徳島県三好市の町名。郵便番号は779-4802。

## 地理
三好市の北東部に位置。西は井川町岡野前、南は井川町井内西、北は井川町辻、東は井川町片山・井川町向坂とそれぞれ接する。北から東にかけては井内谷川が境界をなしている。

### 河川
- 井内谷川

## 歴史
- 2006年（平成18年）3月1日 - 三好郡井川町が三野町・池田町・山城町・東祖谷山村・西祖谷山村と合併して三好市が発足し、現在の町名となる。

## 世帯数と人口
2021年（令和3年）11月30日現在の世帯数と人口は以下の通りである。
| 町丁       | 世帯数 | 人口 |
| ---------- | ------ | ---- |
| 井川町井関 | 34世帯 | 79人 |

## 施設
- 金竜山農村公園

## 交通

### 鉄道
- 最寄駅はJR土讃線の辻駅。

### 道路
都道府県道
- 徳島県道140号大利辻線